# TOUCH/タッチ (映画)
『TOUCH/タッチ』（原題：Touch / Snerting）は、2024年制作のアイスランドの映画。
アイスランドでベストセラーとなったオーラフル・ヨーハン・オーラフソン原作の小説をバルタザール・コルマウクル監督で映画化。日本からもKōki,や本木雅弘らが出演。舞台の一部となった東京や広島でも撮影が行われた。

## あらすじ
新型コロナウイルスの世界的流行が始まった頃の2020年。アイスランドでレストランを営むクリストファーはある日、初期の認知症と診断される。医師から「何かやり残したことはあるか」と問われたクリストファーは、ある人物を探すためロンドンに旅立った。
50年前の1969年、ロンドンで学生時代を過ごしていたクリストファーはアルバイト先の日本料理店を営む高橋の娘のミコと出会い、たちまち恋に落ちる。しかし、高橋は2人の交際に猛反対する。実はミコの両親は広島への原爆投下による被爆者であり、ミコは“被爆二世”であった。そんなミコの過去を知っても彼女を愛する気持ちに変わりはないクリストファーであったが、ある日ミコと高橋は突然姿を消してしまった。
時は再び2020年、クリストファーは自分の記憶の中にミコがいるうちにもう一度彼女に会いたいと、ついに彼女の母国・日本の地に降り立つ。

## キャスト
1969年
- ミコ：Kōki,
- クリストファー：パルミ・コルマウクル
- 高橋（ミコの父）：本木雅弘
- ヒトミ：メグ･クボタ
- アライさん：田川達也
- ゴトウさん：チャーリー・西川
- Mrs.エリス：ルース・シーン

2020年
- クリストファー：エギル・オーラフソン
- 久多良木：中村雅俊
- ミコ：奈良橋陽子（兼・キャスティングディレクター）
- ハシモト：柴田理恵

## 製作

### キャスティング
本木雅弘の起用は、出演もするキャスティングディレクター・奈良橋陽子によるもの。Kōki,はバルタザール・コルマウクル監督は彼女の背景は全く知らず、LAのエージェントに「英語が話せる美人の日本人」というリクエストを送り、その中で監督のイメージだけで気になった一人を、奈良橋に頼んでオーディションに参加してもらった。

### 撮影
2022年の終わりにアイスランド・レイキャビクで撮影が始まり、ロンドンでの撮影を経て、2023年に東京や広島で日本ロケが敢行された。本作で描かれる日本のイメージについて監督は「私の母国、アイスランドって、あまり世界的には知られていないし。アメリカの映画なんかではバカにされたような描写をされることが多くて、見るのがすごく嫌だったんです。だから日本をそんな風に面白おかしく書くのは嫌だったんです」と述べている。また「広島の悲劇」については「これはどう考えても人類最大の罪だと思っています。今世界ではまた核が使われるのではないか、という危機が現れてきていますが、気になっているのは『若い世代の人がそれを意識していないような気がする』ことにあります」と語っている。
ロケ場所によってさまざまな表情を持つ広島という場所に対して「人々のパワーがすごい。また来たいと思いました」と振り返っている。

### ロケ地
2021年の映画『ドライブ・マイ・カー』の広島ロケ誘致にも関わった広島フィルム・コミッション（FC）の西崎智子が、コルマウクル監督を広島市安佐北区可部の民泊施設「栄（さかえ）」に案内し、築70年を超す日本の古民家に監督が一目惚れし、同施設の玄関や庭が2023年1月に撮影に使われた。広島ではこの他、広島市中区、広島県竹原市、呉市でも撮影が行われた。可部が映像作品の撮影に使われることは珍しいが、文学作品としては松本清張の短編『駅路』が可部を舞台にしている。何度かテレビドラマにもなっているが、たいてい舞台が変更され、ロケが行われたこともない。